# Sense and Sensibility (filme)
Sense and Sensibility (bra: Razão e Sensibilidade; prt: Sensibilidade e Bom Senso) é um filme estadunidense de 1995, do gênero comédia romântica, dirigido por Ang Lee e escrito por Emma Thompson, com base no romance homônimo de Jane Austen, publicado em 1811. Foi estrelado por Emma Thompson, Alan Rickman, Kate Winslet e Hugh Grant.

## Sinopse
O filme conta a história de Elinor (Emma Thompson) e Marianne (Kate Winslet), duas irmãs com dificuldades financeiras que estão à procura do amor verdadeiro numa sociedade obcecada pelo status financeiro e social. Aprendendo a conviver com a realidade de ser mulher no século XIX, a reprimida e racional Elinor, e a exuberante e sensível Marianne, mudam-se para o campo, onde encontram o amor de formas diferentes.

## Elenco

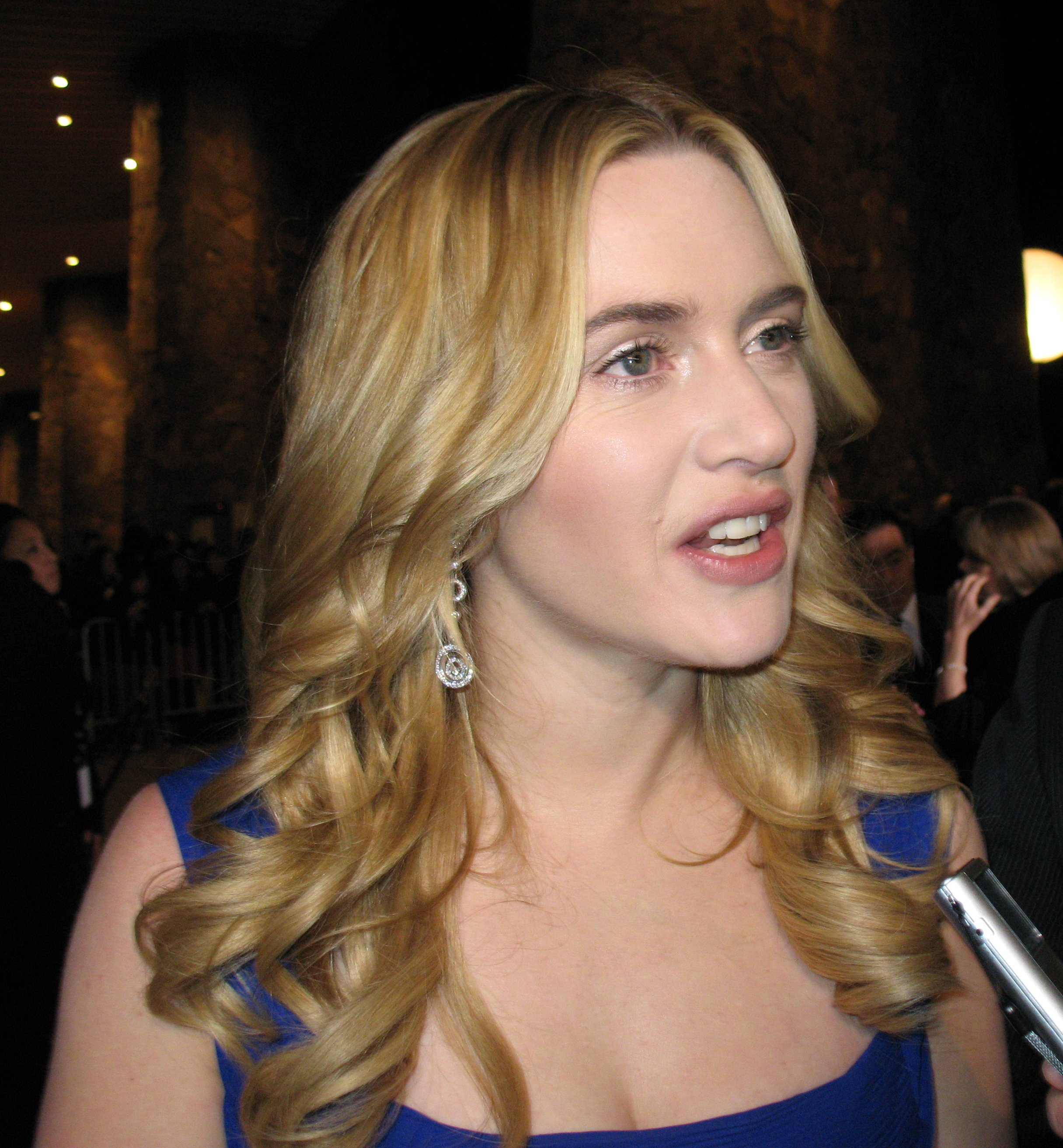
Kate Winslet, uma das estrelas de "Sense and Sensibility".

- Emma Thompson como Elinor Dashwood
- Alan Rickman como Coronel Brandon
- Kate Winslet como Marianne Dashwood
- Hugh Grant como Edward Ferrars
- Imogen Stubbs como Lucy Steele
- Greg Wise como John Willoughby
- Gemma Jones como Sra. Dashwood
- Harriet Walter como Fanny Dashwood
- James Fleet como John Dashwood
- Hugh Laurie como Sr. Palmer
- Imelda Staunton como Charlotte Palmer
- Robert Hardy como Sr. John Middleton
- Elizabeth Spriggs como Sra. Jennings
- Tom Wilkinson como Sr. Dashwood
- Emilie François como Margaret Dashwood
- Richard Lumsden como Robert Ferrars

## Principais prêmios e indicações
| Prêmio                          | Categoria                | Recipiente                 | Resultado |
| ------------------------------- | ------------------------ | -------------------------- | --------- |
| Oscar 1996                      | Melhor filme             | Melhor filme               | Indicado  |
| Oscar 1996                      | Melhor atriz             | Emma Thompson              | Indicado  |
| Oscar 1996                      | Melhor atriz coadjuvante | Kate Winslet               | Indicado  |
| Oscar 1996                      | Melhor roteiro adaptado  | Emma Thompson              | Venceu    |
| Oscar 1996                      | Melhor fotografia        | Michael Coulter            | Indicado  |
| Oscar 1996                      | Melhor figurino          | Jenny Beavan e John Bright | Indicado  |
| Oscar 1996                      | Melhor trilha sonora     | Patrick Doyle              | Indicado  |
| BAFTA 1996                      | Melhor filme             | Melhor filme               | Venceu    |
| BAFTA 1996                      | Melhor diretor           | Ang Lee                    | Indicado  |
| BAFTA 1996                      | Melhor atriz             | Emma Thompson              | Venceu    |
| BAFTA 1996                      | Melhor ator coadjuvante  | Alan Rickman               | Indicado  |
| BAFTA 1996                      | Melhor atriz coadjuvante | Elizabeth Spriggs          | Indicado  |
| BAFTA 1996                      | Melhor atriz coadjuvante | Kate Winslet               | Venceu    |
| BAFTA 1996                      | Melhor roteiro adaptado  | Emma Thompson              | Indicado  |
| BAFTA 1996                      | Melhor direção de arte   | Luciana Arrighi            | Indicado  |
| BAFTA 1996                      | Melhor fotografia        | Michael Coulter            | Indicado  |
| BAFTA 1996                      | Melhor figurino          | Jenny Beavan e John Bright | Indicado  |
| BAFTA 1996                      | Melhor maquiagem         | Morag Ross e Jan Archibald | Indicado  |
| BAFTA 1996                      | Melhor música            | Patrick Doyle              | Indicado  |
| Golden Globe Awards 1996        | Melhor filme - drama     | Melhor filme - drama       | Venceu    |
| Golden Globe Awards 1996        | Melhor diretor           | Ang Lee                    | Indicado  |
| Golden Globe Awards 1996        | Melhor atriz - drama     | Emma Thompson              | Indicado  |
| Golden Globe Awards 1996        | Melhor atriz coadjuvante | Kate Winslet               | Indicado  |
| Golden Globe Awards 1996        | Melhor roteiro           | Emma Thompson              | Venceu    |
| Golden Globe Awards 1996        | Melhor trilha sonora     | Patrick Doyle              | Indicado  |
| Festival de Berlim 1996         | Urso de Ouro             | Urso de Ouro               | Venceu    |
| National Board of Review 1996   | Top 10 Filmes do Ano     | Top 10 Filmes do Ano       | Venceu    |
| National Board of Review 1996   | Melhor diretor           | Ang Lee                    | Venceu    |
| National Board of Review 1996   | Melhor atriz             | Emma Thompson              | Venceu    |
| National Board of Review 1996   | Melhor atriz coadjuvante | Kate Winslet               | Indicado  |
| Screen Actors Guild Awards 1996 | Melhor elenco            | Melhor elenco              | Indicado  |
| Screen Actors Guild Awards 1996 | Melhor atriz principal   | Emma Thompson              | Indicado  |
| Screen Actors Guild Awards 1996 | Melhor atriz coadjuvante | Kate Winslet               | Venceu    |